# Conus ponderosus
Conus ponderosus é uma espécie de gastrópode do gênero Conus, pertencente a família Conidae.